# Esterházy

Stemma di Casa Esterházy

La Casata degli Esterházy (secondo le epoche e i rami della famiglia stessa anche Esterházi, Eszterházy o Eszterházi) è una delle più antiche famiglie nobiliari ungheresi.
Originaria dell'Alta Ungheria (oggi Slovacchia), il casato acquistò importanza con il conte Nicola Esterházy (1583-1645) e suo figlio, il principe Paolo I Esterházy (1635-1713) che ottennero dapprima il titolo comitale e poi quello principesco, divenendo così una delle principali famiglie aristocratiche del Regno d'Ungheria prima e dell'Impero austro-ungarico poi. Uno dei suoi ultimi esponenti è stato lo scrittore Péter Esterházy.

## Storia

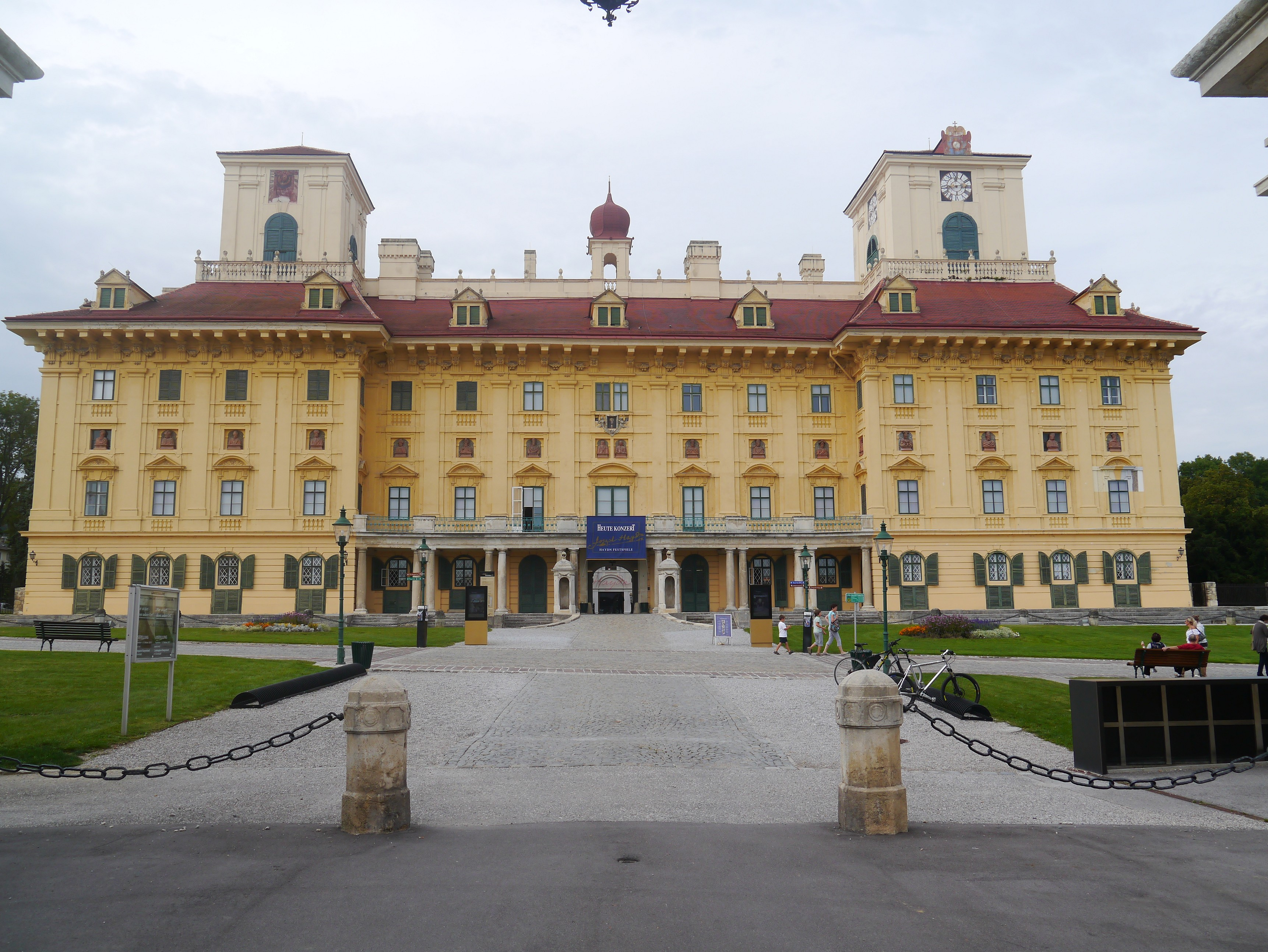
Il Castello Esterházy a Eisenstadt, in Austria.

Il Palazzo Esterházy a Fertőd, in Ungheria.

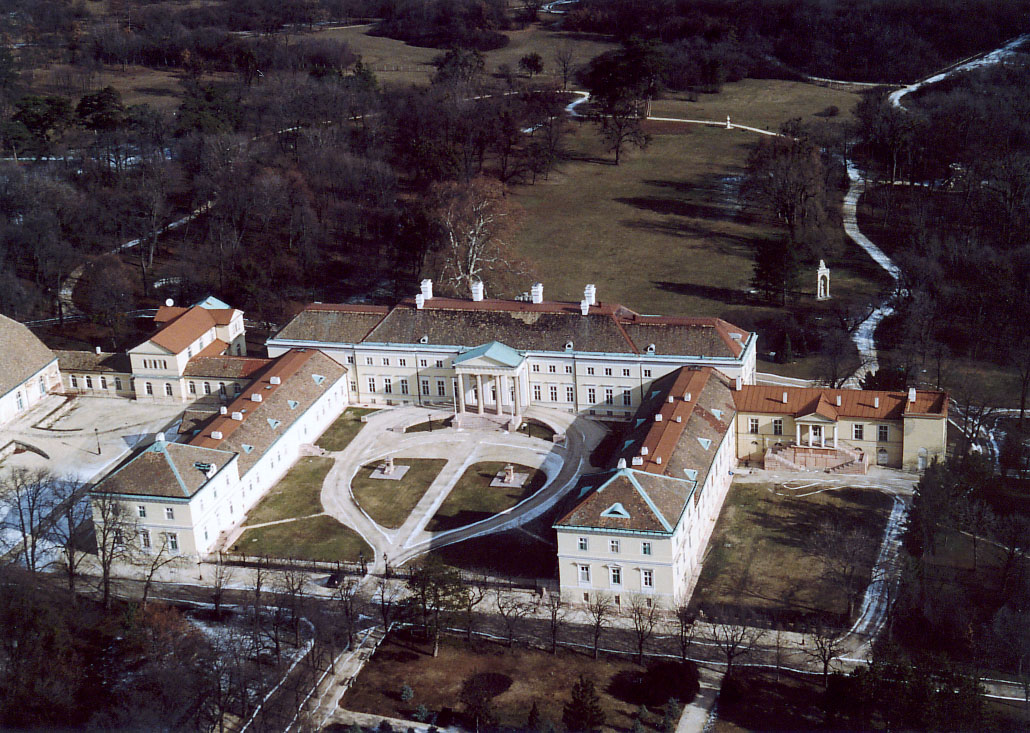
Il palazzo di Csakvár

Le origini della famiglia risalgono al XIII secolo, in cui si ha notizia di un tale Salomon che nel 1238 divise i beni della famiglia fra i due figli Péter e Illyés. Signori ereditari nel comitato di Ödenburg, nel 1421, a seguito dell'acquisto da parte della famiglia del feudo di Galánta (Slovacchia, comitato di Presburgo), presso Presburgo, l'odierna Bratislava, la famiglia assunse il nome completo di Esterházy de Galánta.
Il primo membro della famiglia ad emergere nella storia fu Ferencz Zerhazy (1563-1594), vice-tenente della contea di Presburgo che fu elevato al rango di barone di Galánta e cambiò il suo nome in Esterházy. Dai suoi figli nasceranno i rami di discendenza della famiglia:
- il suo figlio più anziano, Daniel (m. 1654), fondò la casa di Czesznek;
- il terzo, Paul (m. 1641), la linea di Zvolen (ungherese Zólyom);
- il quarto, Nikolaus (Miklós) fondò il ramo di Forchtenstein (ungherese Fraknó) che occupa il posto più importante nella storia ungherese. Infatti con Gábor (1580-1626), al servizio degli Asburgo, acquistano il titolo di baroni ereditari (1619), acquistando appunto la signoria di Forchtenstein (Fraknó) con il titolo di "Freiherr zu Galánta".

Nel 1626 agli Esterházy del ramo di Zvolen venne assegnato con Miklós (1583-1645) il titolo di conte nel 1712, mentre al ramo dei Forchtenstein (Fraknó) viene concesso il titolo di principe del Sacro Romano Impero col predicato di "Altezza serenissima" (Hochgeboren), con voto personale alla Dieta imperiale (Reichstag).
Ulteriori divisioni si avranno anche nei secoli successivi, quando ai rami Fraknó (principesco), Csesznek (comitale), Zólyom (comitale), si aggiungerà il ramo transilvano. La linea principesca acquistò dal principe Charles Joseph de Ligne - nel maggio 1804 - la contea  sovrana di Edelstetten in Svevia, divenuta principesca sette mesi dopo. Ciò gli permise di ricevere il diritto di seggio e di voto ereditario al Reichstag come principi-conti sovrani. Nel 1806, con la soppressione del Sacro Romano Impero, sono mediatizzati e la contea sovrana è annessa dalla Baviera, mentre la signoria di Gallingen dal Baden. Unico principe sovrano fu, quindi, Nicola Ferdinando dal 1804 al 1806.

### Il ramo principesco

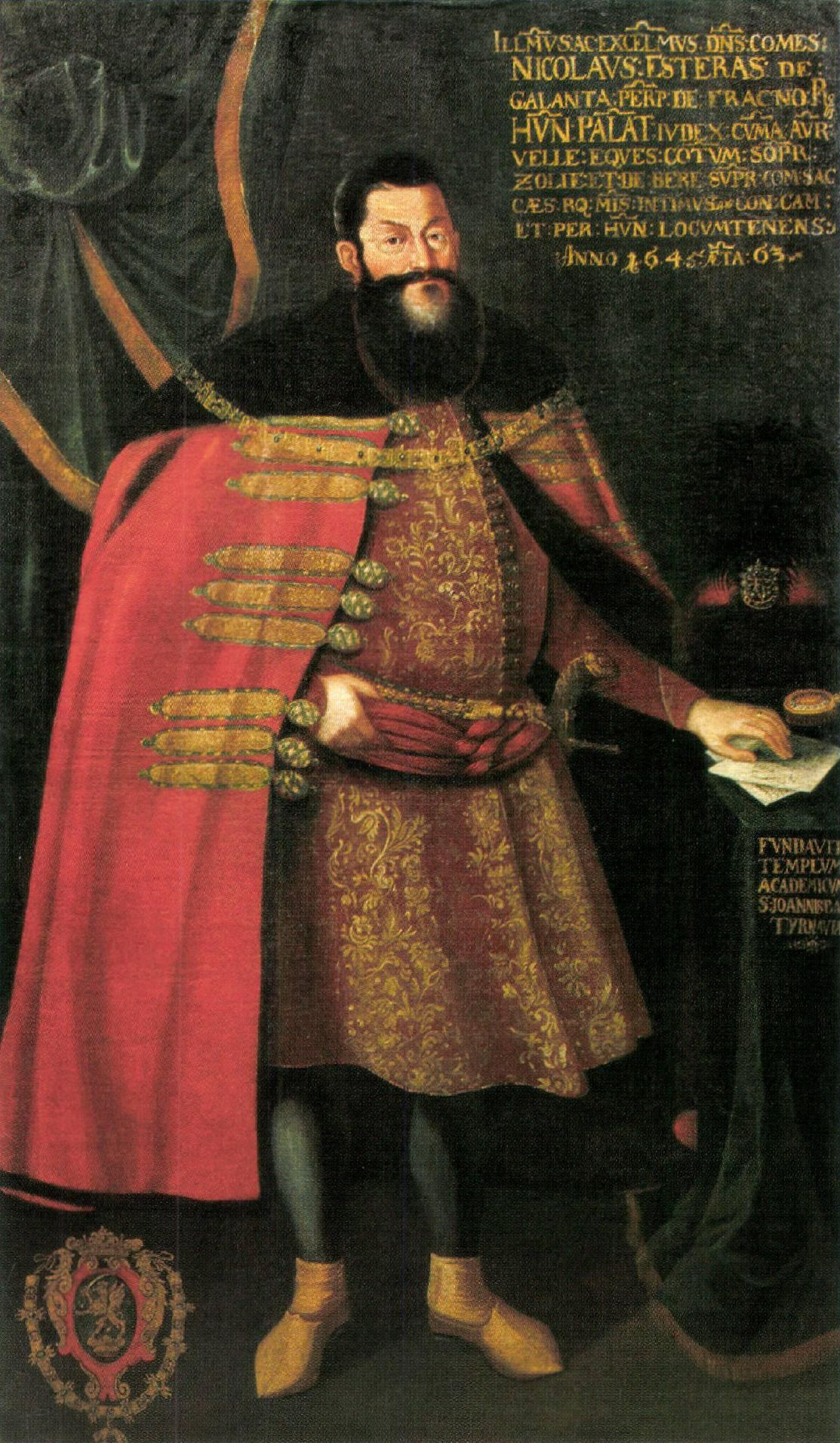
Miklós Esterházy, iniziatore delle fortune della famiglia

Nel 1613, dopo che il ramo principale della famiglia ebbe ottenuto il titolo baronale, la vera rivoluzione nelle sorti della casata venne compiuta da Miklós Esterházy, che riuscì a traghettare le fortune della sua progenie da importante famiglia di magnati a una delle più importanti famiglie del regno ungherese attraverso una serie di azioni strategiche e diplomatiche. Uno delle tappe obbligate per emergere fu la sua conversione al cattolicesimo (era in precedenza calvinista) oltre alla dimostrazione di grande fedeltà alla causa dell'imperatore del Sacro Romano Impero (nelle sue funzioni di re d'Ungheria), ponendo così le basi per una rapida ascesa della sua famiglia. Nel 1622 egli ricevette dalle mani dell'imperatore il feudo di Forchtenstein ed il titolo di conte, oltre al governo della contea di Eisenstadt.
Per l'imperatore, la famiglia Esterházy rappresentò sempre più un importante baluardo militare contro l'avanzata dei turchi in Ungheria e di conseguenza in tutta l'Europa centrale, poiché la famiglia si era dimostrata in grado di raccogliere un numero considerevole di soldati a proprie spese, possedendo notevoli entrate, e motivando così altri aristocratici ungheresi ad imitarne le gesta. I membri della famiglia Esterházy combatterono ripetutamente contro i turchi, soprattutto nel XVII secolo.
Nella battaglia di Vezekény, nel 1652, morirono quattro membri della famiglia, tra cui il conte Ladislao Esterházy (figlio primogenito del conte Miklós Esterházy) ed i suoi cugini Franz, Thomas e Kaspar.

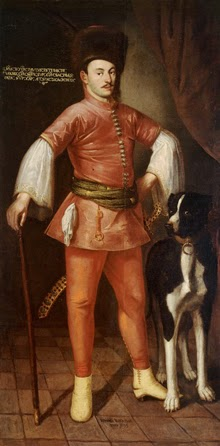
Paolo I Esterházy nel 1687 ottenne il titolo di principe del Sacro Romano Impero

Il secondogenito di Miklós, Paolo, ottenne il titolo di principe del Sacro Romano Impero a livello personale nel 1687 dall'imperatore Leopoldo I del Sacro Romano Impero come segno di gratitudine per i suoi sforzi bellici contro i turchi. Nel 1712 il titolo divenne ereditario per il primogenito della famiglia e fu Giuseppe II del Sacro Romano Impero all'epoca di Nicola I ad estendere l'uso del titolo di principe a tutti i membri maschi della casata.
Anche durante la guerra dei trent'anni e nelle guerre napoleoniche, gli Esterházy diedero un loro notevole contributo di fedeltà alla causa dell'impero, al punto che poterono beneficiare delle numerose secolarizzazioni che subirono conventi, feudi e proprietà di età ecclesiastica con la mediatizzazione. Il principe Nicola II nel 1804 acquistò i territori dell'ex convento di Edelstetten a Krumbach (in Baviera) per 28.000 fiorini dal principe Carlo Giuseppe di Ligne, ottenendo così un seggio di voto nel Sacro Romano Impero, che ad ogni modo cadde nel 1806. Nel 1813, con la fondazione del regno di Baviera, ottennero il riconoscimento di nobiltà anche da parte della corte di Monaco.
Anche durante la rivoluzione ungherese del 1848, i principi Esterházy si schierarono dalla parte degli Asburgo. Il principe Paolo III Antonio, da tempo ambasciatore a Londra, si dimise dalla carica di ministro del regno d'Ungheria nel 1848 per contrasti con l'atteggiamento filo indipendentista tenuto dai suoi connazionali, che si dimostravano contrari alla politica degli Asburgo.
La fine della monarchia asburgica portò notevoli cambiamenti anche all'interno della famiglia Esterházy. Con il Trattato di Trianon del 1920, le tenute degli Esterházy si ritrovarono improvvisamente in cinque paesi diversi: Ungheria, Cecoslovacchia, Jugoslavia, Romania e Austria.
L'archivio della famiglia, un tempo conservato al castello di Forchtenstein, oggi si trova in gran parte conservato nell'archivio di stato ungherese a Budapest. Le proprietà in Ungheria vennero espropriate dal governo comunista nel 1947, mentre le proprietà in Austria rimasero della famiglia.
La Seconda guerra mondiale segnò una svolta decisiva nella vita della famiglia Esterházy: parte della famiglia fuggì di fronte all'occupazione sovietica. Altri, come il conte Moritz Esterházy (1881-1960), che fu primo ministro dell'Ungheria nel 1917, e poi il principe Paolo V Esterházy, scelsero invece di rimanere nel paese. Nel 1948, il principe Paolo V fu condannato in un processo farsa insieme al cardinale József Mindszenty a 15 anni di reclusione dai sovietici. Riuscì a fuggire solo durante la rivoluzione ungherese nel 1956.

## Baroni, conti e principi della famiglia Esterházy (di Forchtenstein)

Albero genealogico della famiglia Esterházy

### Baroni del Sacro Romano Impero (1612-1622)
- 1612-1622: Nicola

### Conti di Galantha (1622-1687)
- 1622-1645: Nicola
- 1645-1652: Ladislao
- 1652-1687: Paolo I

### Principi di Galantha e del Sacro Romano Impero (1687-1918)
- 1687-1713: Paolo I
- 1713-1721: Michele
- 1721: Giuseppe
- 1721-1762: Paolo II Antonio
- 1762-1790: Nicola I
- 1790-1794: Antonio I
- 1794-1833: Nicola II
- 1833-1866: Paolo III Antonio
- 1866-1894: Nicola III
- 1894-1898: Paolo IV
- 1898-1918: Nicola IV

### Principi Esterházy non regnanti (1918-oggi)
- 1918-1920: Nicola IV
- 1920-1989: Paolo V
- 1989-oggi: Antonio II

Principe Ereditario Paolo Antonio

## Conti Esterházy (1721; secondo ramo comitale, di Zvolen)
- 1721-1744: Giovanni (1691-1744)
- 1744-1759: Daniele (IV) (1723-1759), figlio del precedente
- 1759-1840: Giovanni Nepomuceno (1754-1840), figlio del precedente
- 1840-1855: Francesco (1778-1855), figlio del precedente
- 1855-1868: Luigi (1780-1868), fratello del precedente
- 1868-1924: Giorgio (1848-1924), cugino del precedente
- 1924-1957: Giovanni (1901-1957), cugino del precedente
- 1957-1968: Giovanni (1929-1968), figlio del precedente

Ramo estinto in linea maschile

## Altri membri di rilievo della famiglia Esterházy
- Miklós Antal Esterházy (1655-1695), vescovo di Tenin
- Imre Esterházy (1665-1745), arcivescovo di Esztergom e primate d'Ungheria
- Imre Esterházy (1689-1763), vescovo di Neutra
- Principe Amadé Esterházy Kaponer (1691-1753)
- Károly Esterházy (1725-1799), vescovo di Vác e di Eger
- Conte Móric Esterházy (1881-1960), primo ministro ungherese
- Péter Esterházy (1950-2016), scrittore e matematico ungherese
- Márton Esterházy (1956), calciatore ungherese.

## Residenze

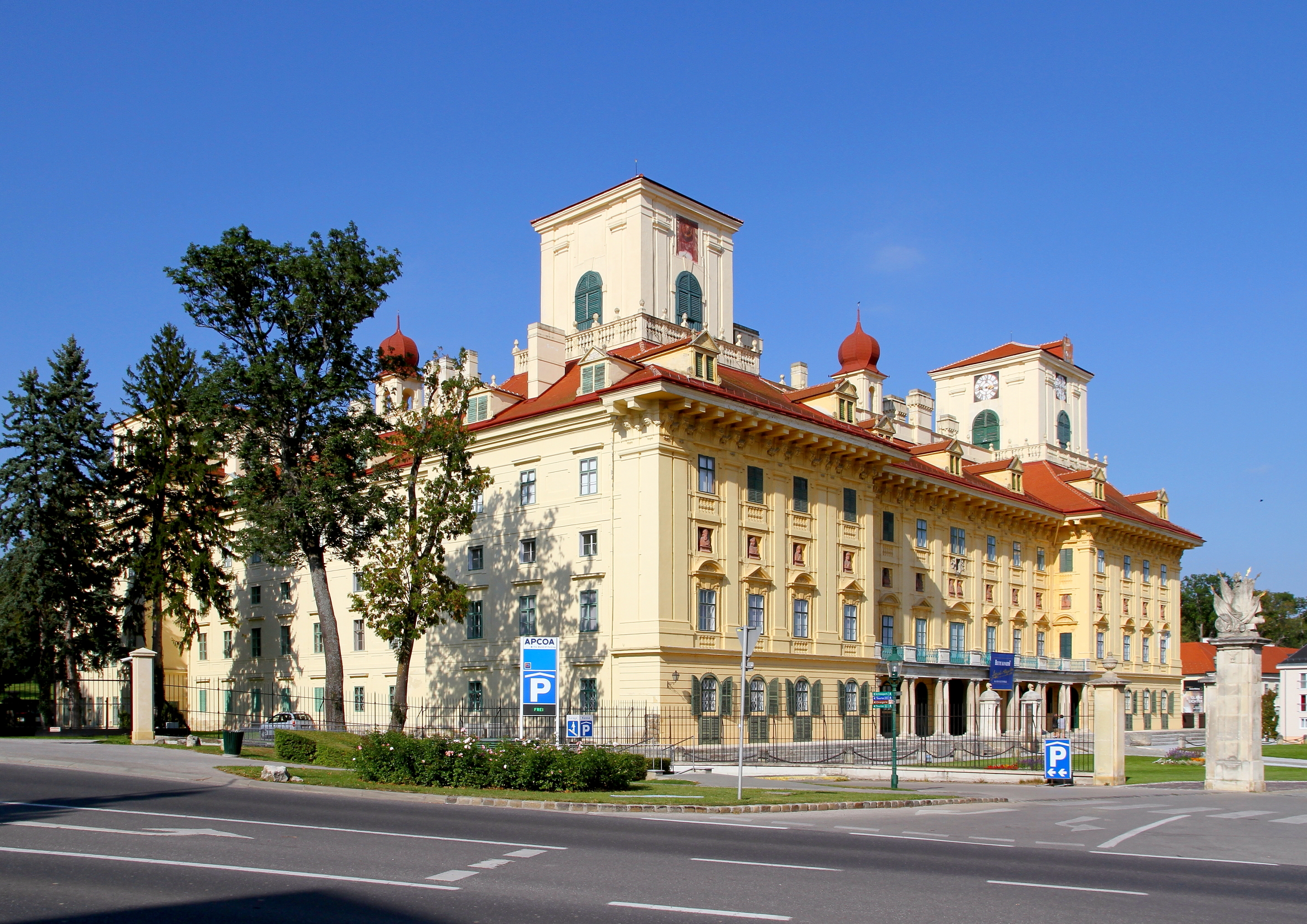
Il Castello Esterházy a Eisenstadt, Austria

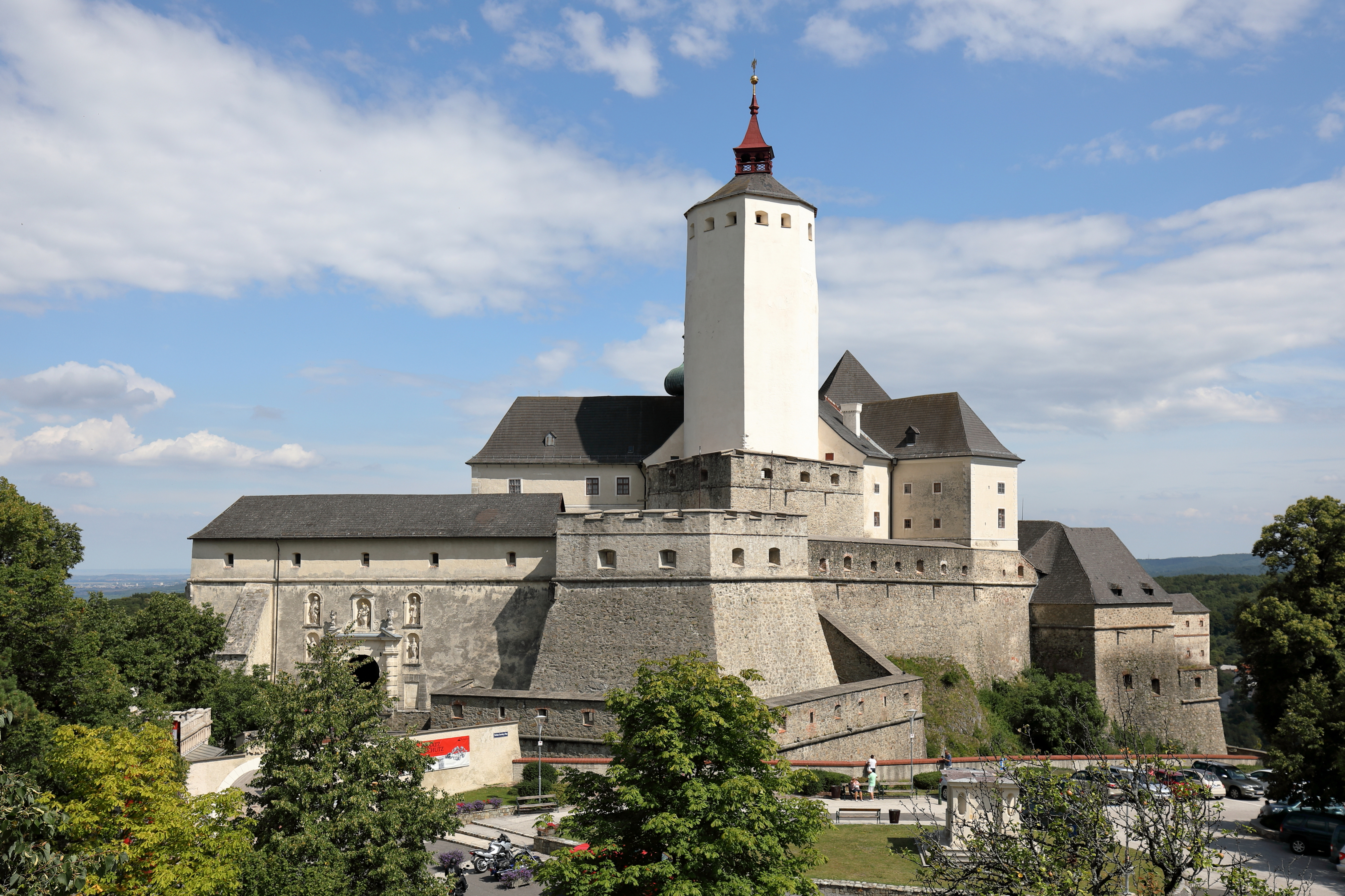
Il castello degli Esterházy e Forchtenstein (in ungherese Fraknó, attuale Austria)

Il nome della famiglia deriva dal villaggio di Esterháza, nel regno d'Ungheria, oggi non più esistente e da non confondere col castello col medesimo nome che la famiglia abitò sin dal medioevo. Dal 1421 la famiglia ottenne il feudo di Galánta.
La sede più importante di residenza per gli Esterházy fu indubbiamente Eisenstadt (ungherese: Kismarton). Qui nel XIV secolo venne eretta una fortezza fortificata che gli Esterházy acquistarono e ricostruirono tra il 1663 ed il 1672 per dar vita all'attuale castello Esterházy. La ragione per cui questo borgo venne prescelto per la sede principale della famiglia è da ricercarsi nel fatto che, per quanto la località si trovasse in Ungheria, essa era abitata perlopiù da tedeschi ed era situata molto più vicina alla sede della corte asburgica, a Vienna (la regione rimase parte dell'Ungheria sino al 1921, quando passò all'Austria sulla base del Trattato di Saint-Germain del 1919 e del Trattato del Trianon del 1920).
Gli Esterházy ebbero inoltre un gran numero di residenze in tutto il regno d'Ungheria, incluse in Transilvania (oggi parte della Romania), sebbene molti di loro trascorressero la loro vita perlopiù a Vienna. Negli anni '70 del Settecento il principe Miklós Esterházy, al quale Vienna non piaceva, diede il via alla costruzione di un magnifico palazzo a Fertőd, in Ungheria, sul sito di un'antica residenza di caccia. Attualmente questo palazzo è divenuta la più famosa e la più splendida delle residenze degli Esterházy, definita sovente la "Versailles ungherese."

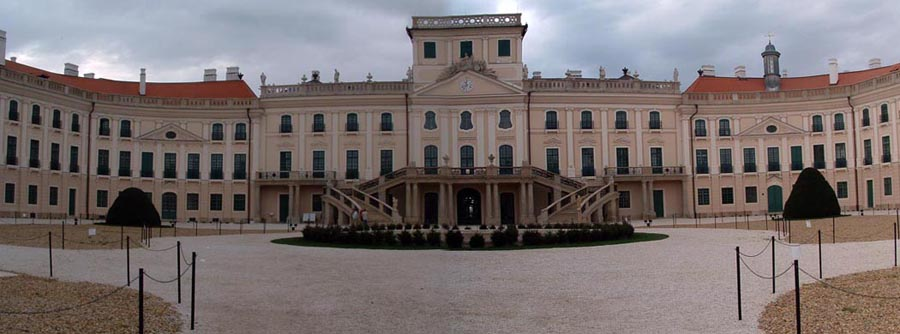
Il Palazzo Eszterházy, a Fertőd, Ungheria

La famiglia vantava un gran numero di residenze sparse in diversi territori della monarchia asburgica:

### Ungheria
- Castello di Csesznek a Csesznek (1635–1945)
- Castello di Csákvár a Csákvár (1778–1945)
- Palazzo Esterházy a Fertőd (1681–1945)
- Castello di Pápa a Pápa (1626–1945)
- Castello di Tata a Tata (1727–1945)

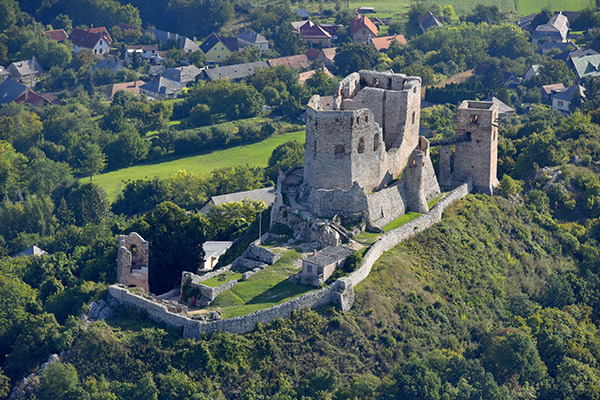
Castello di Csesznek
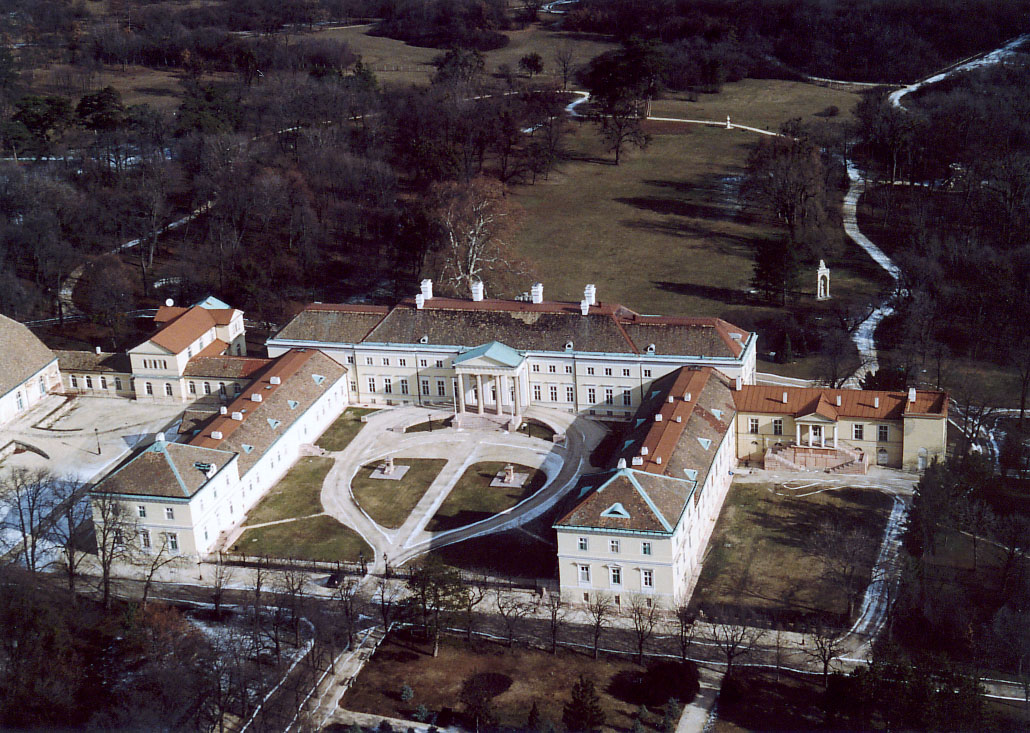
Castello di Csákvár
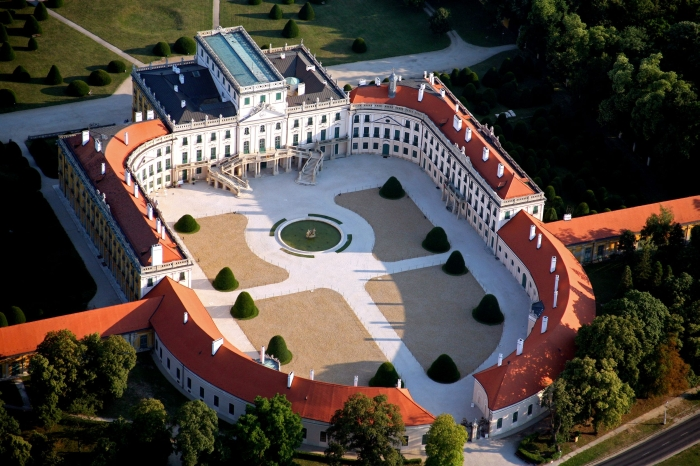
Palazzo Esterházy a Fertőd
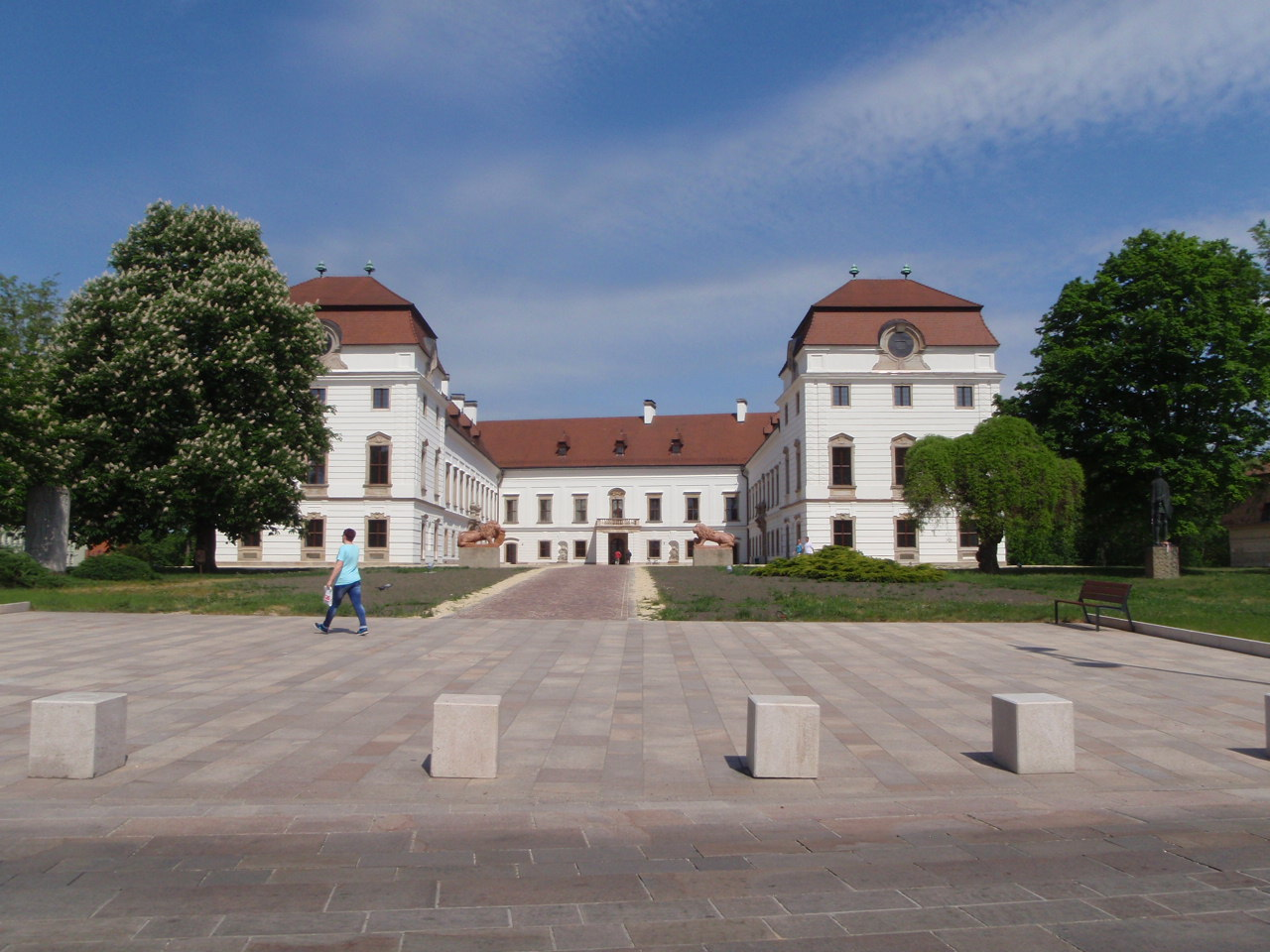
Castello di Pápa
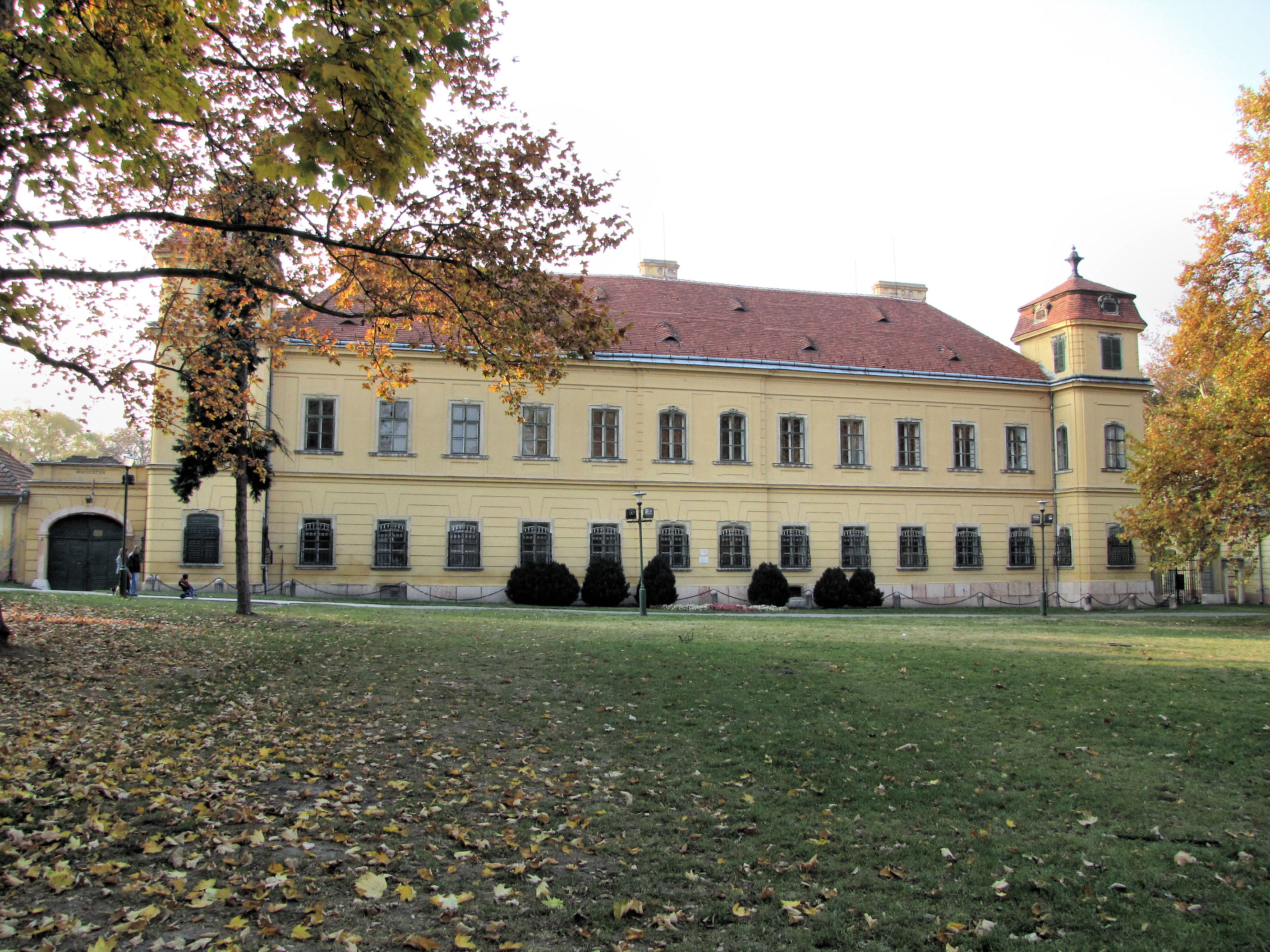
Castello Tata

### Slovacchia
- Primo palazzo Esterházy (Bratislava) (1658–1742)
- Secondo palazzo Esterházy (Bratislava) (1743–1870)
- Terzo palazzo Esterházy (Bratislava) (1870–1945)
- Castello di Bernolákovo a Bernolákovo (1712–1945)
- Castello di Galanta a Galanta (1421–1945)
- Castello di Altsohl a Zvolen (XVII-XVIII secolo)
- Castello di Želiezovce (Zseliz an der Gran) a Želiezovce (1612–1854)
- Palazzo di Kutscherfeld a Bratislava

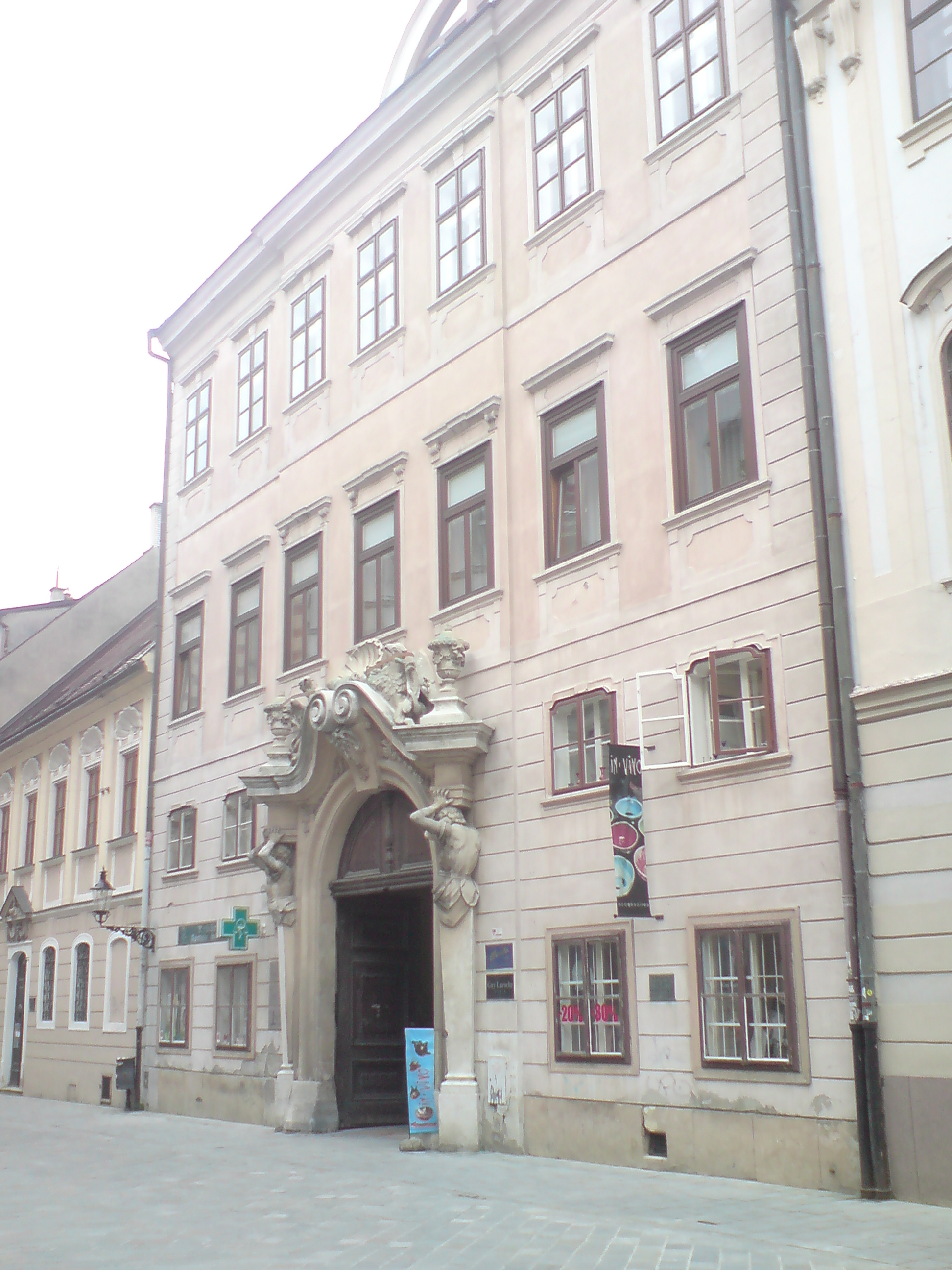
Secondo palazzo Esterházy a Bratislava
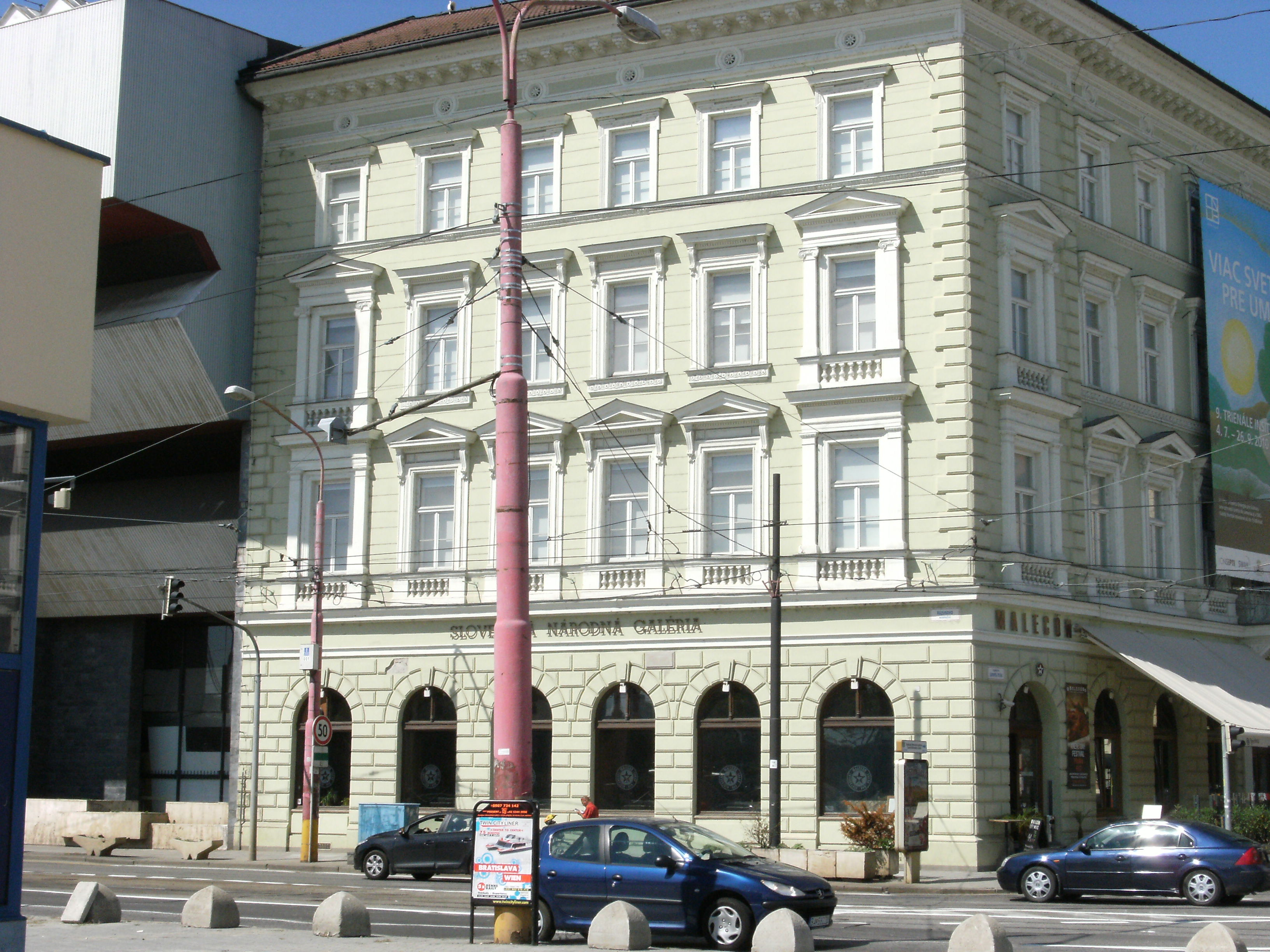
Terzo palazzo Esterházy a Bratislava
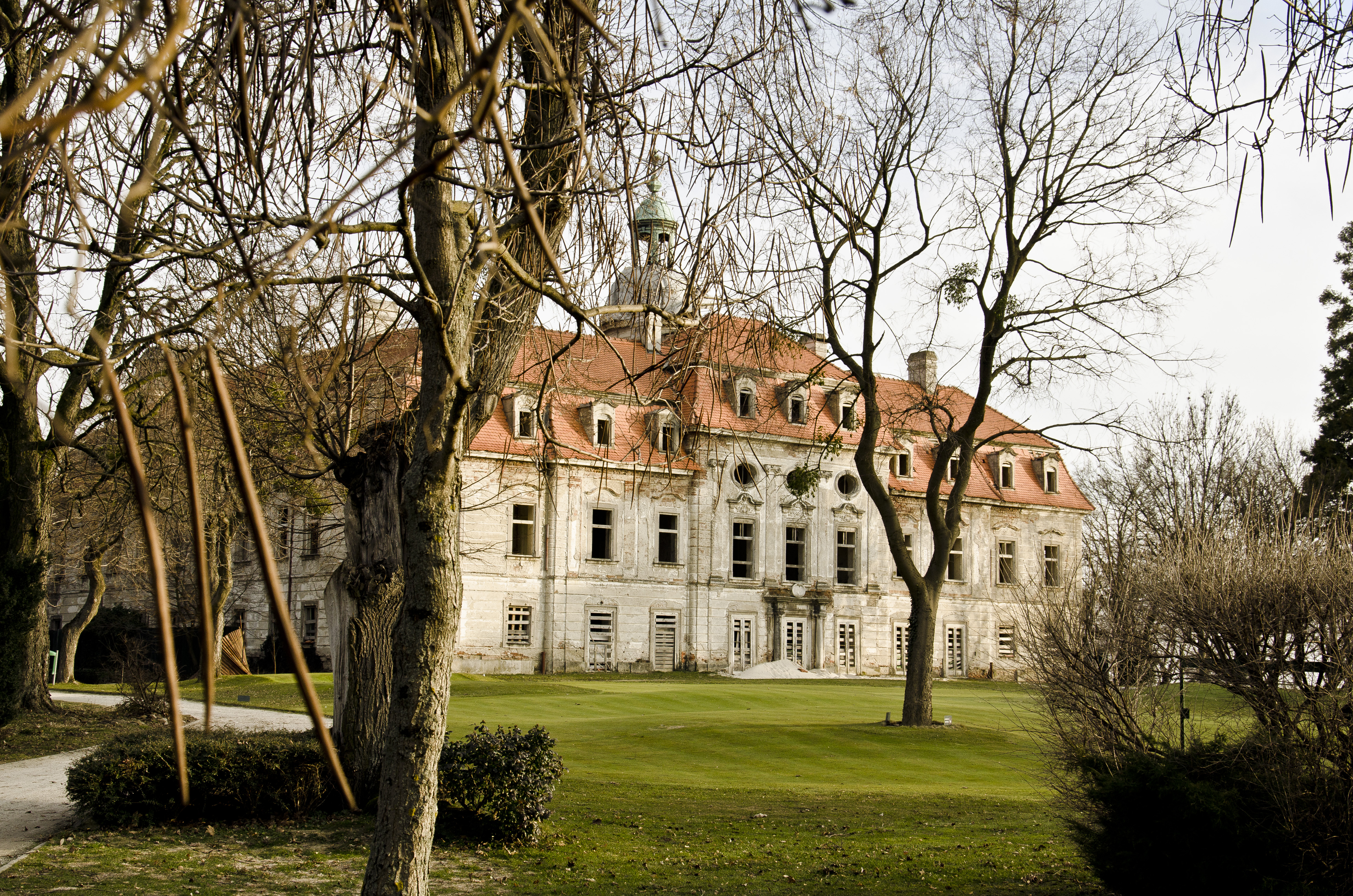
Castello di Bernolákovo
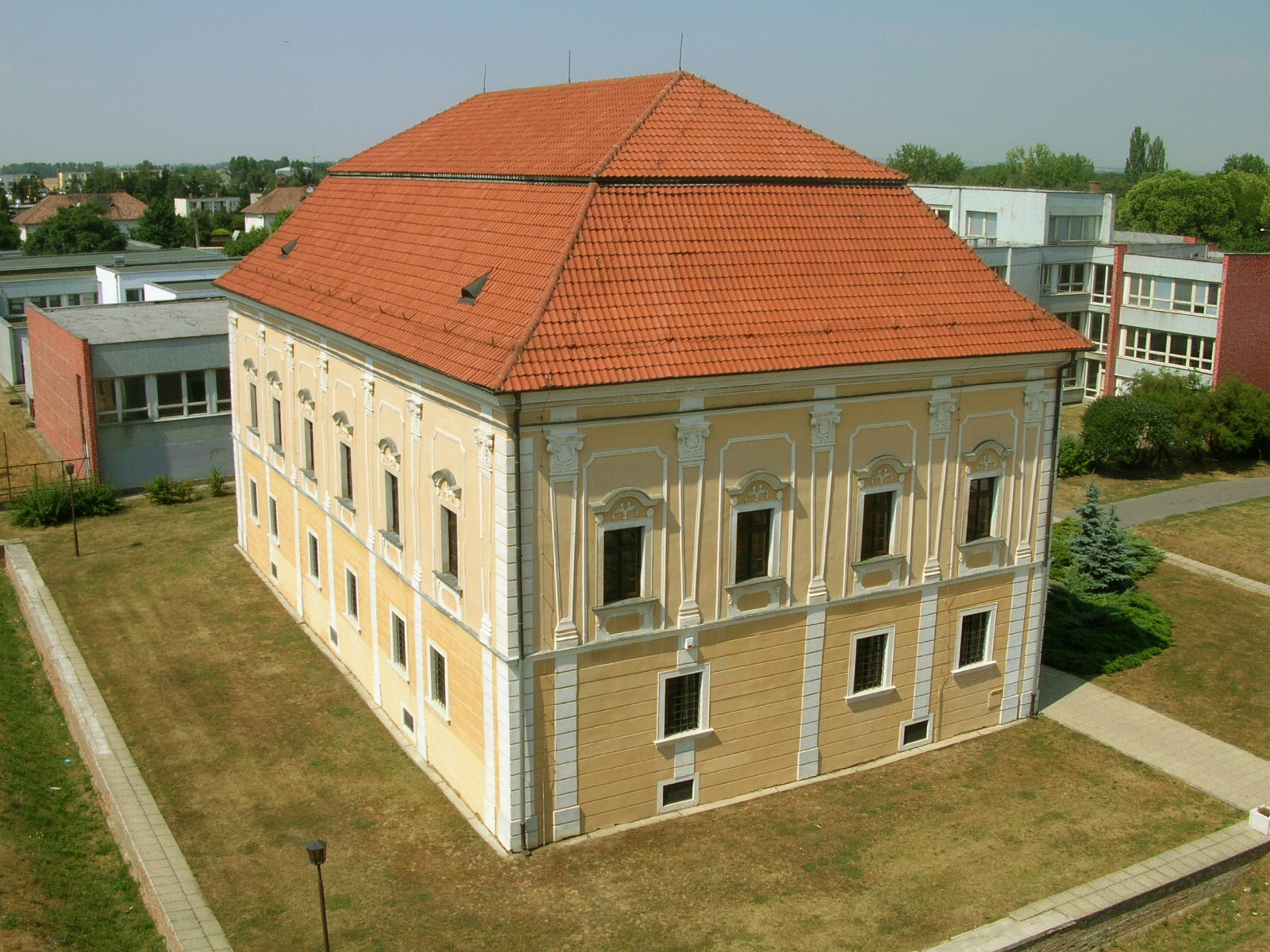
Castello di Galanta
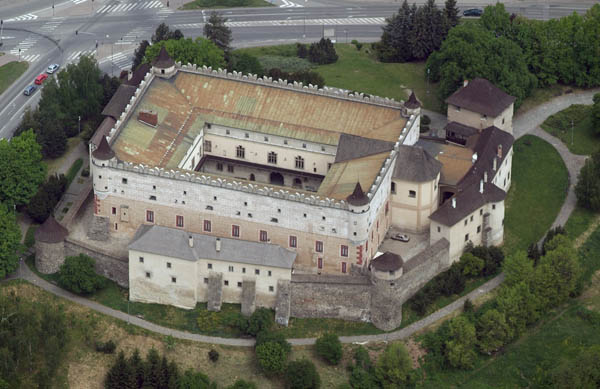
Castello di Altsohl
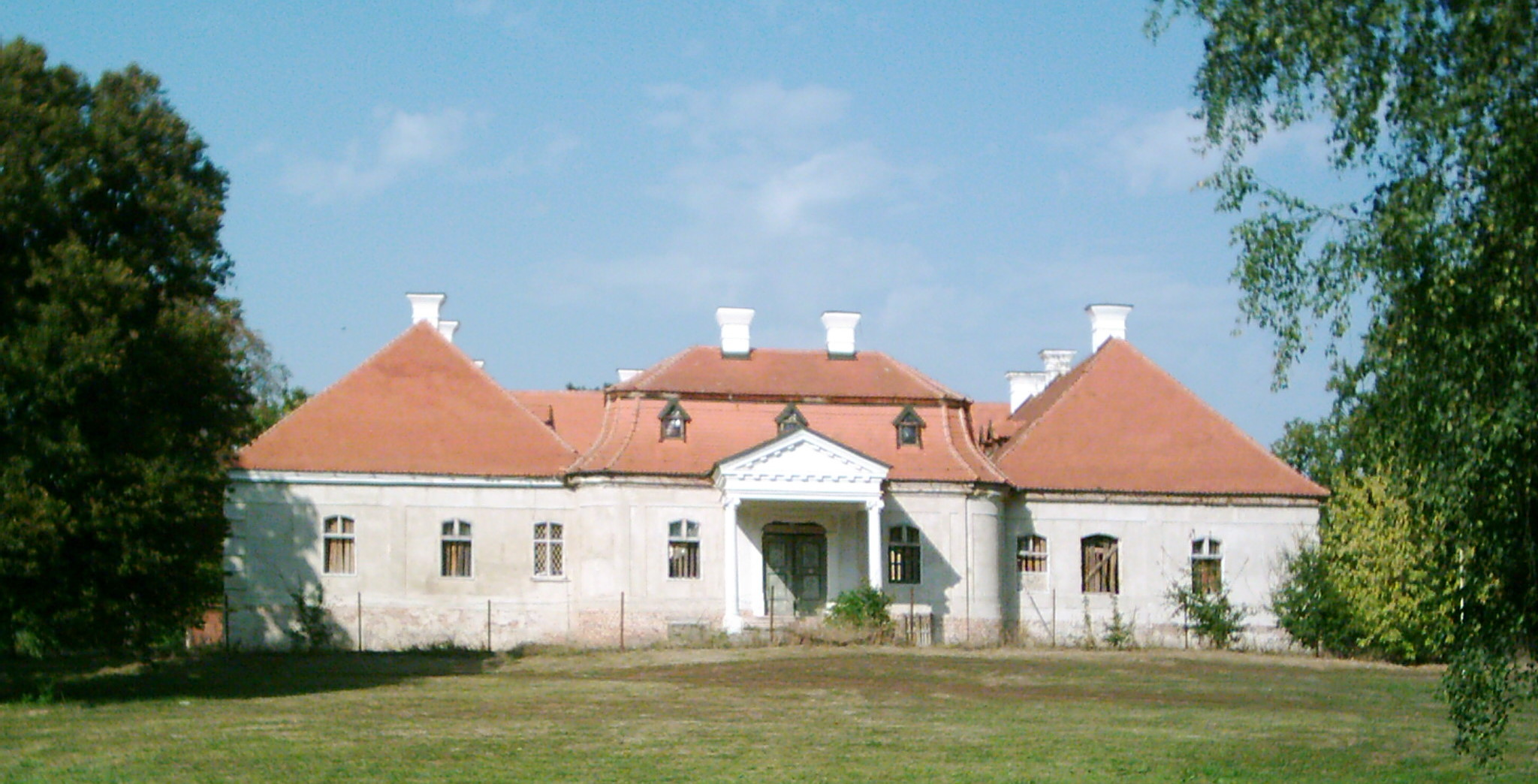
Castello di Želiezovce

### Austria
- Castello Esterházy a Eisenstadt (dal 1649)
- Castello di Forchtenstein a Forchtenstein (dal 1622)
- Castello di Kobersdorf (1704–1963)
- Castello di Lackenbach (dal 1618)
- Castello di Lockenhaus (1676–1968)
- Castello di Pottendorf (1802–2005)
- Castello di Schwarzenbach (dal 1680)
- Castello di Wiespach a Hallein, Salisburgo (1878–1926)

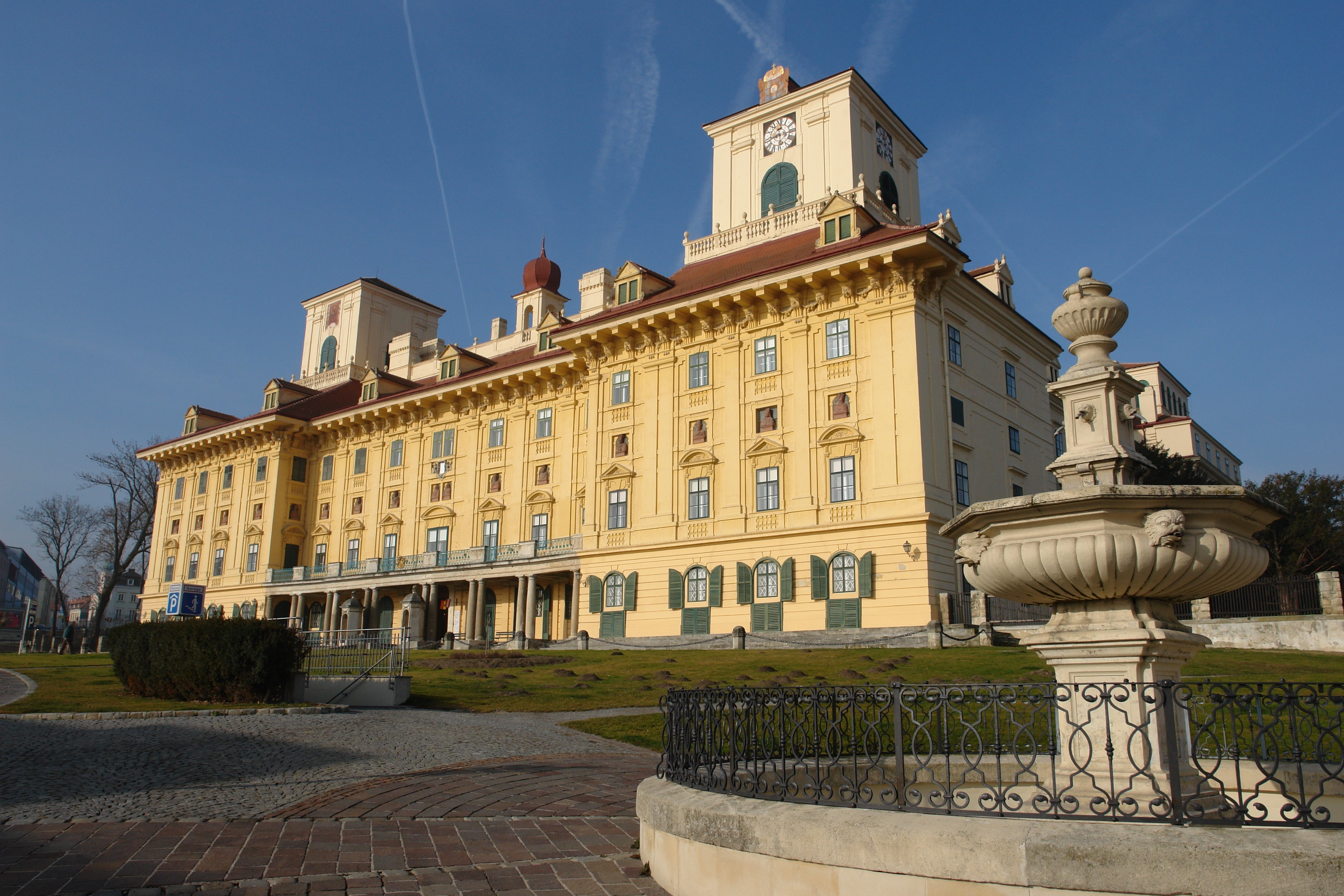
Castello Esterházy a Eisenstadt
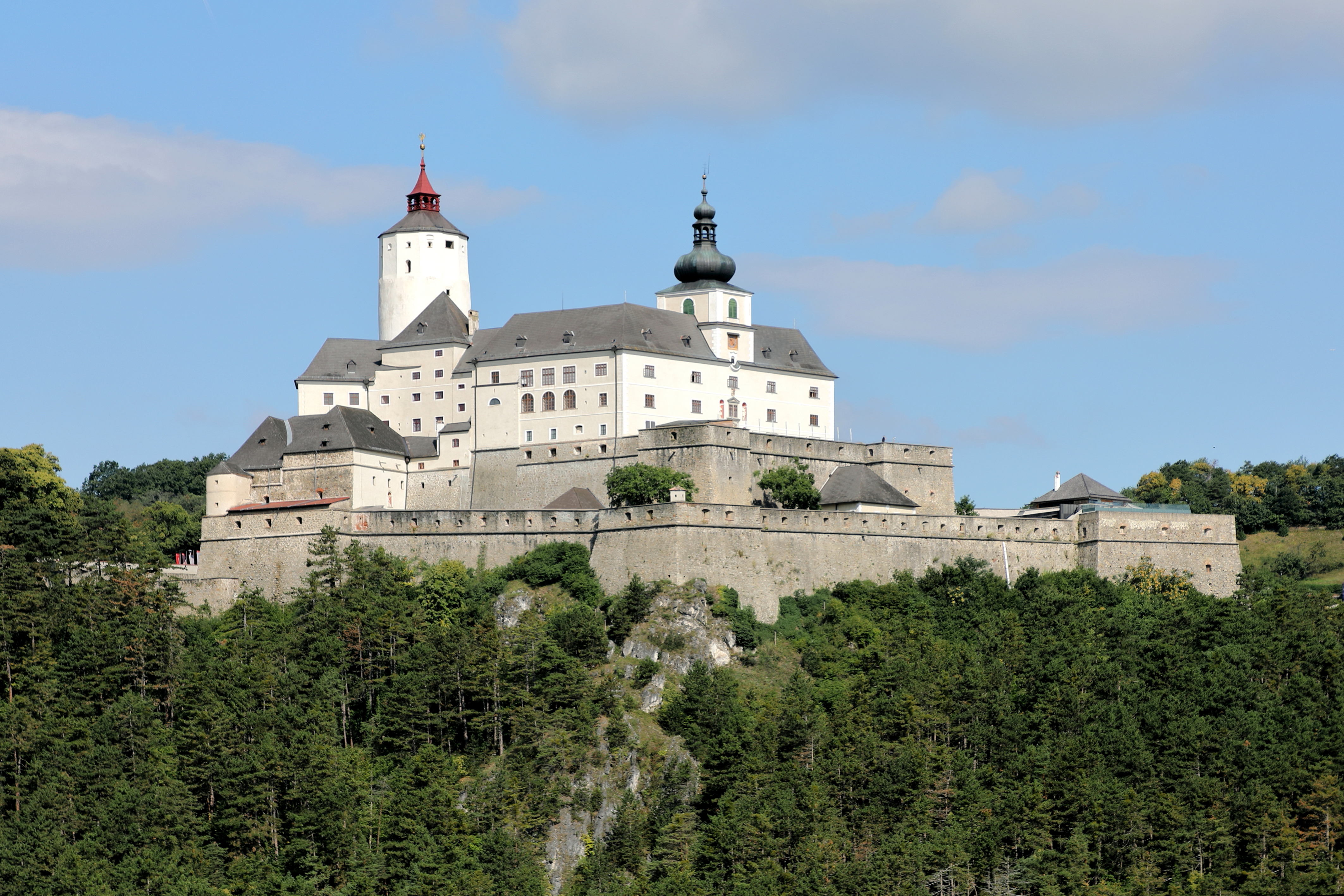
Castello di Forchtenstein
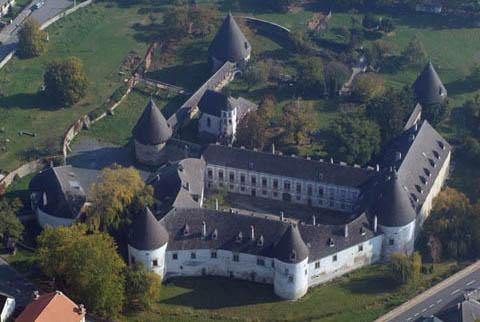
Castello di Kobersdorf
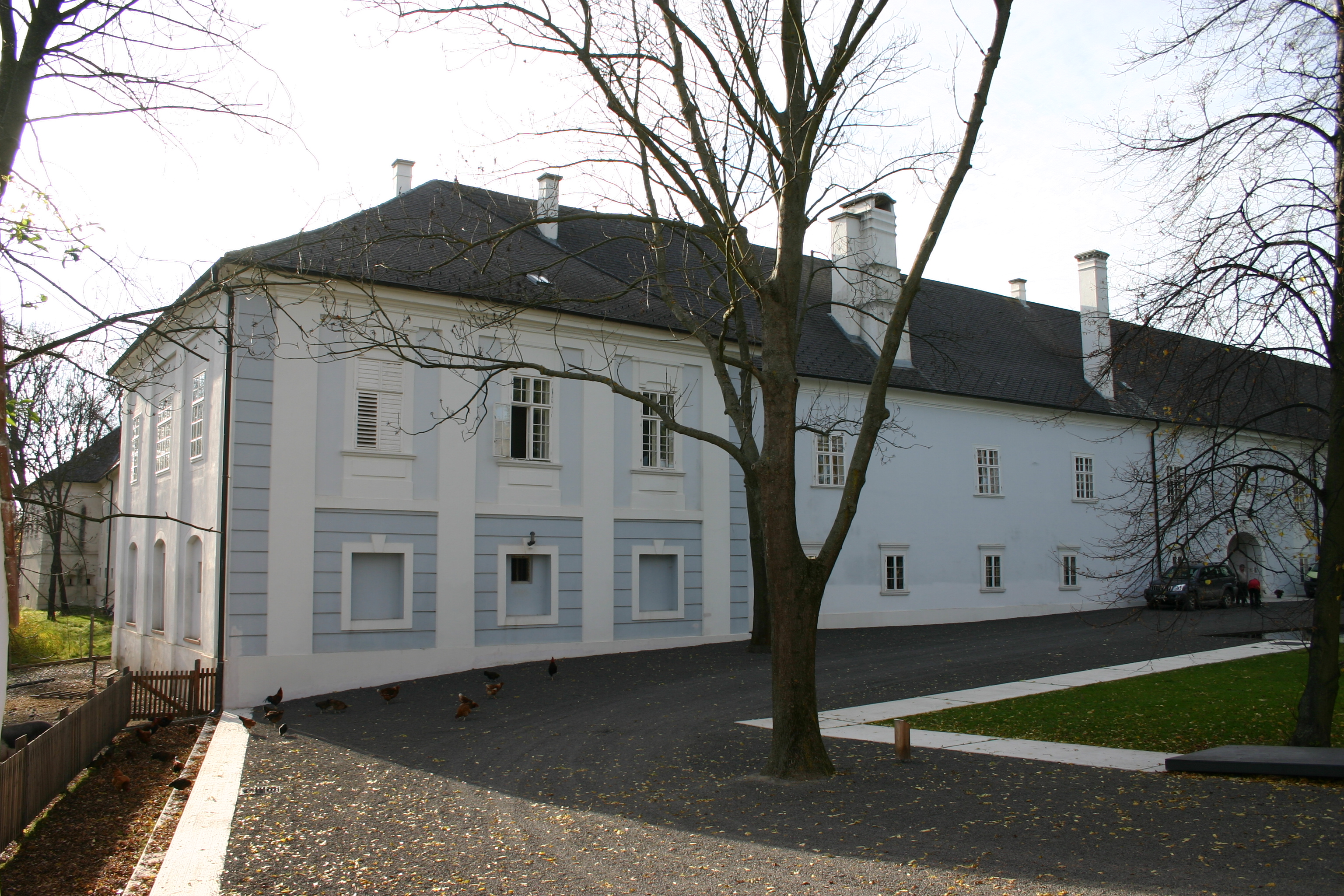
Castello di Lackenbach
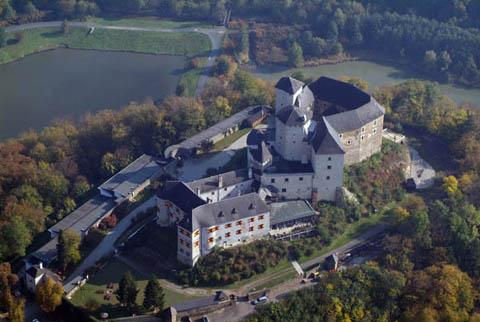
Castello di Lockenhaus
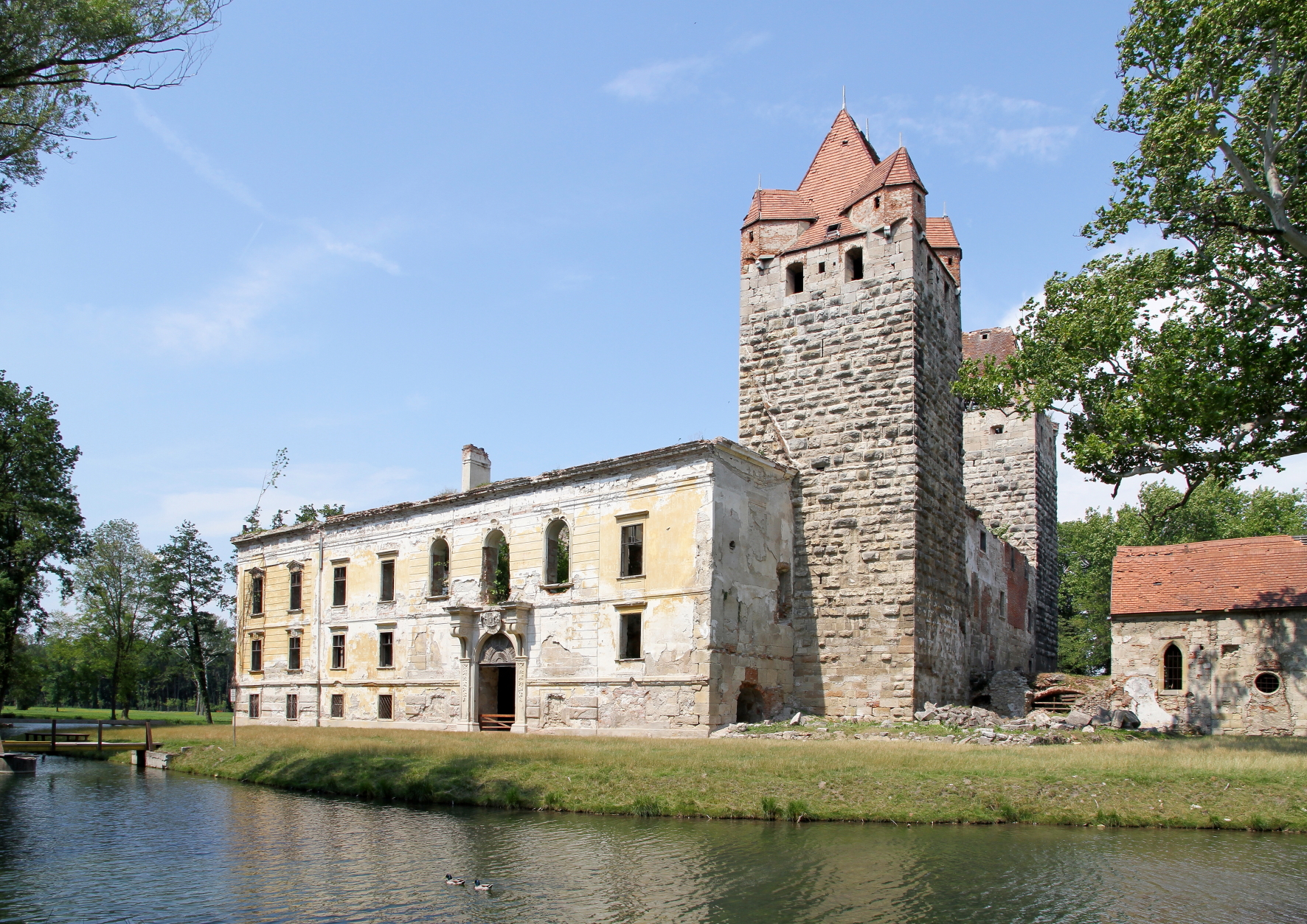
Castello di Pottendorf

### Germania
- Castello di Nordkirchen, Vestfalia (1833–1903)
- Castello di Edelstetten (ex convento), Baviera (dal 1804)
- Castello di Ering, Baviera (dal 1946)

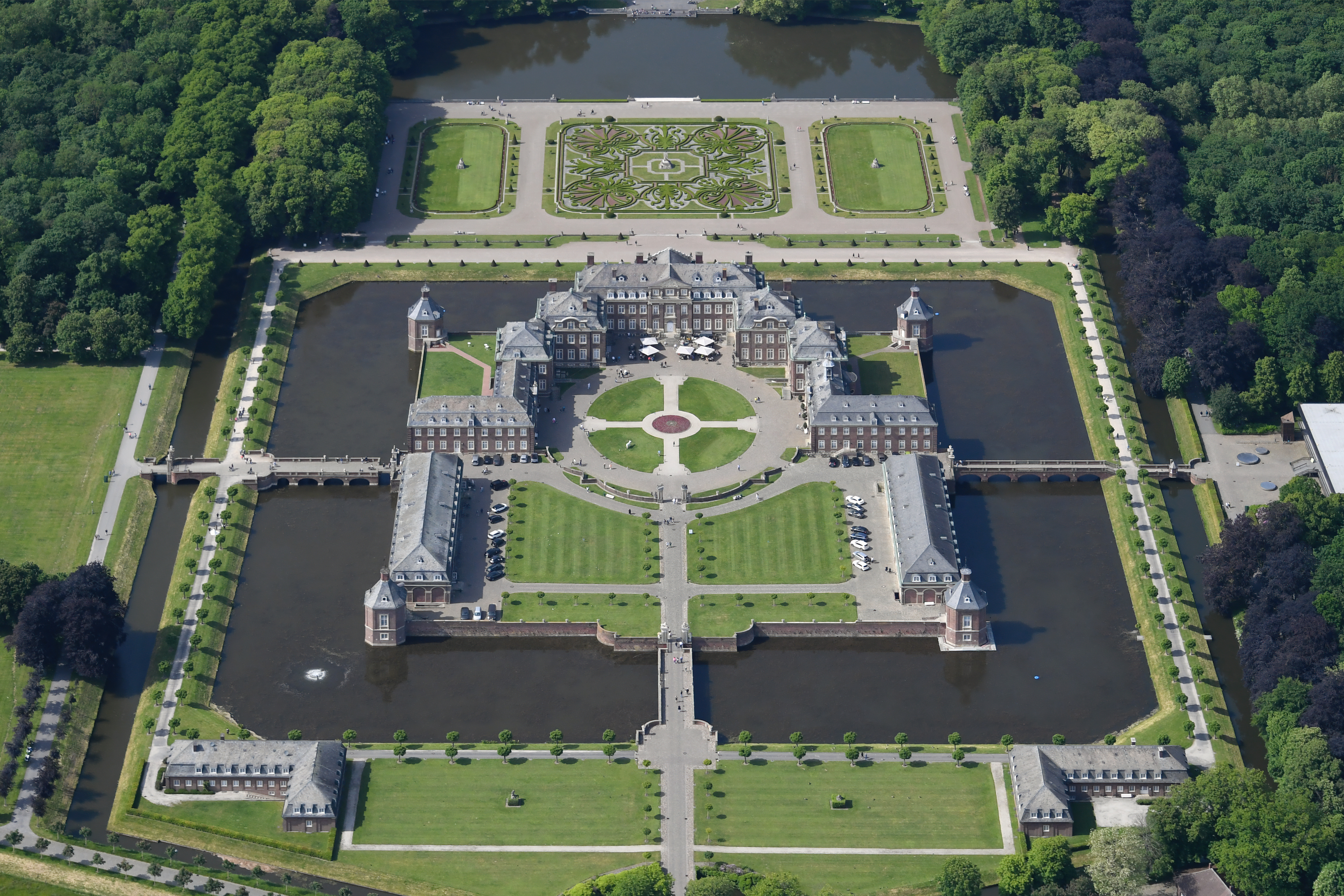
Castello di Nordkirchen, Vestfalia
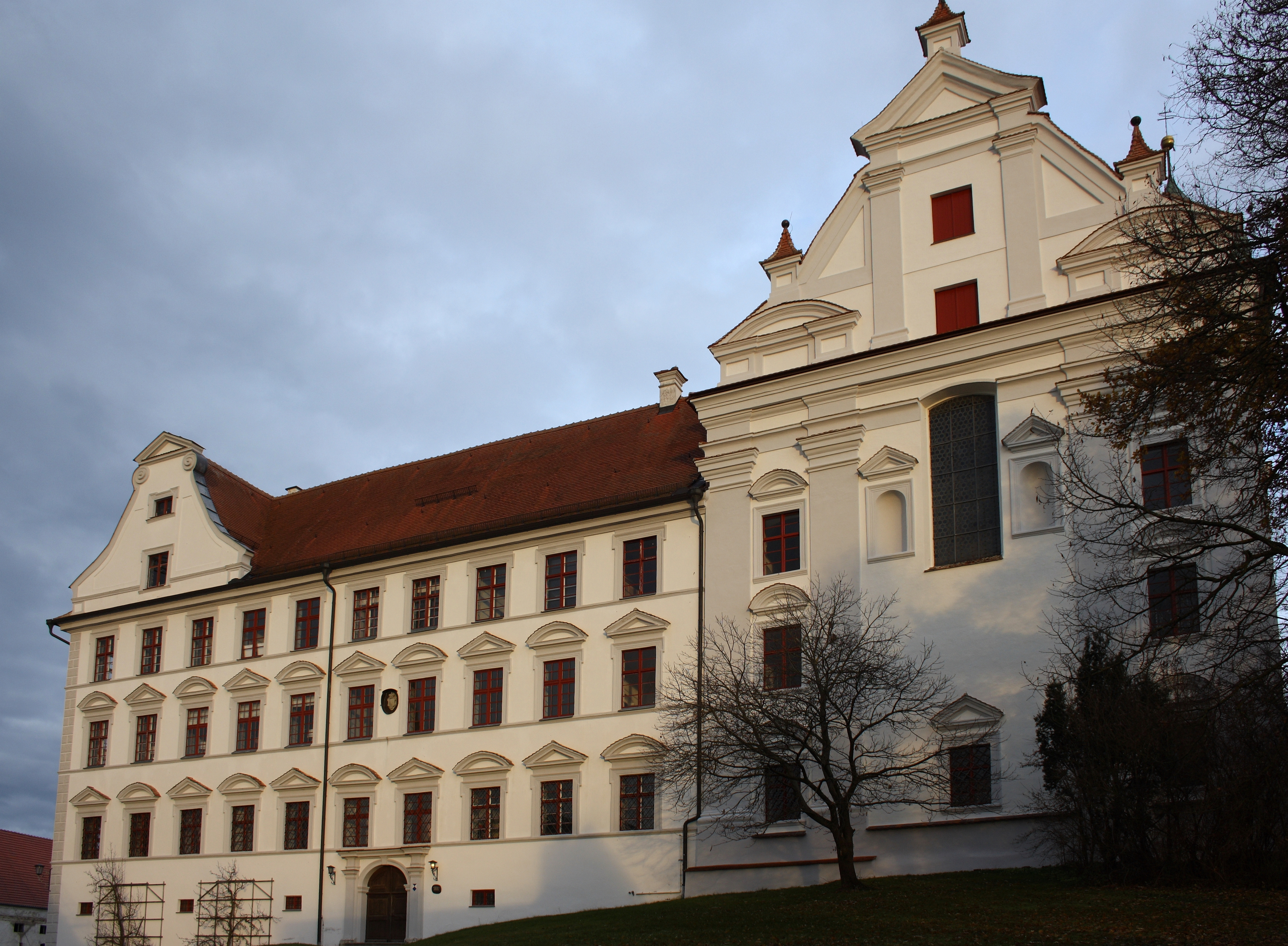
Castello di Edelstetten, Baviera
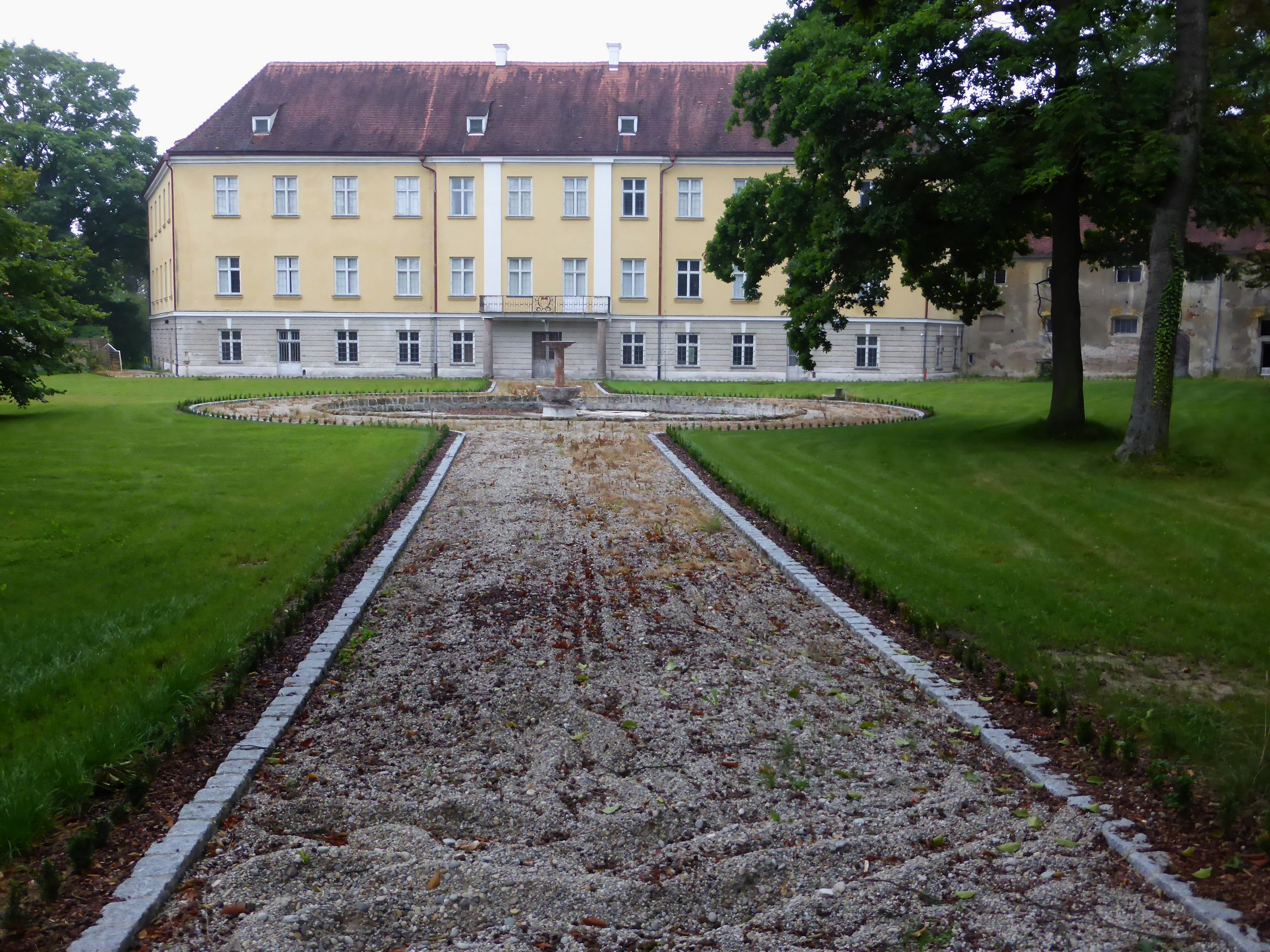
Castello di Ering, Baviera